# Colydium
Colydium (лат.) — род зоферид из подсемейства узкотелок.

## Описание
Переднеспинка со срединной бороздкой и с каждой стороны с продольной линией. Надкрылья с рёбрышками на чередующихся промежутках. Они живут под корой мёртвых или отмирающих хвойных и лиственных деревьев, в ходах других дендробионтных насекомых. Характер питания до конца не установлен, они или являются хищниками или комменсалами короедов и усачей.

## Систематика
В составе рода 32 вида, из них три в Палеарктике:
- Colydium elongatum (Fabricius, 1787)
- Colydium filiforme Fabricius, 1792
- Colydium noblecourti Parmain, Eckelt, Schuh, 2024